# 夏威夷的菲律賓人
菲律賓人，構成了夏威夷人口的一大部分。2000年他們是第三大族群，佔人口的22.8％，但最近的數據顯示，他們已成為夏威夷最大的族群（2010年為25.1％）。
菲律賓語和夏威夷語是彼此相關的，屬於南島語系的馬來西亞-波利尼西亞語支。

## 歷史
在西班牙殖民時期，包括菲律賓群島在內的西班牙東印度群島作為新西班牙的一部分進行管理。菲律賓人有可能（但沒有記錄）訪問墨西哥途中的夏威夷群島。

## 19世紀
在19世紀，有少數菲律賓人以馬尼拉人的名義來到當時的夏威夷王國，他們主要是廚師和音樂家服務於夏威夷王家樂隊，在此期間不存在故意的移民。

## 20世紀早期
在20世紀早期，大批菲律賓人在1906年至1910年來到夏威夷，作為甘蔗種植園工人。在1920年代多數在夏威夷的菲律賓人是男人，男性比女性多七比一，未婚。 他們一度代表夏威夷糖業的一半工人。最初的菲律賓人往往是比其他群體受教育程度更低的“農民”。

## 1945年後
1965年美國的“移民和國籍法”允許更多的菲律賓人把家人帶到夏威夷，這使更多的菲律賓人，特別是菲律賓婦女能夠進入該州。來夏威夷人數的增加也造成了一些反彈，並在20世紀70年代使部分菲律賓人感到歧視。在這十年間，他們在學校比平均水平差得多。1970年，居住在夏威夷的93,915名菲律賓人中，只有34.4％是高中畢業生。
2010年人口普查顯示，菲律賓人超過日本人，成為夏威夷最大的亞裔民族。夏威夷的菲律賓人總人口為342,095人，其中全菲律賓血統人數為197,497人，日本人總人數為312,292人，其中全日本血統人數為185,502人。根據美國社區調查所做的調查顯示，菲律賓人在2007年到2008年間超過了日本人。